# セシル・デイ＝ルイス

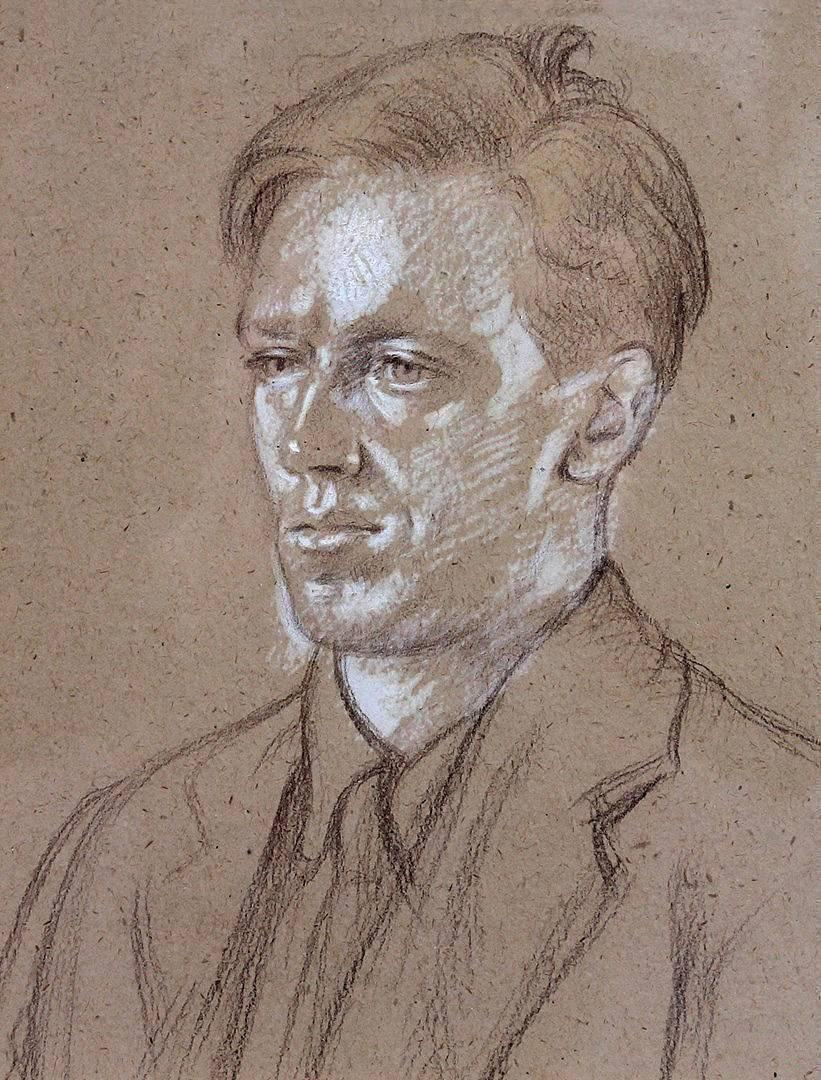

セシル・デイ＝ルイス（Cecil Day-Lewis, CBE, 1904年4月27日 - 1972年5月22日）は、アイルランド生まれのイギリスの詩人・作家・推理作家である。1967年から1972年までイギリスの桂冠詩人。別名ニコラス・ブレイク（Nicholas Blake）。息子は俳優のダニエル・デイ＝ルイス。詩人のオリヴァー・ゴールドスミスは母方の傍系の親類にあたる。

## 経歴
1904年アイルランドの牧師の家に生まれる。一家はまもなくロンドンに移住した。オックスフォード大学ウォダムカレッジ在学中にW・H・オーデンと出会い、生涯の友となった。在学中から詩作の才能を示し、卒業後は教師として働いた。1925年に発表した詩集 "Beechen Vigil" で詩人としての地位を確立し以後多くの詩を発表した。第二次世界大戦中は政府の情報部に勤め、戦後は母校の教授に迎えられた。1967年にはジョン・メイスフィールドの死去に伴ってイギリスの詩人としては最高の地位である桂冠詩人に任命された。1972年アイルランドで死去した。
一方ニコラス・ブレイクのペンネームでは多くの推理小説を遺した（日本ではこちらのほうが有名である）。1935年に生活のために発表した処女作『証拠の問題』の後、20作以上の文学性豊かな推理小説を著した。特に有名なのは1938年に発表した『野獣死すべし』である。多くの作品ではシリーズ探偵ナイジェル・ストレンジウェイズが活躍する。
その作風や登場時期などからマイケル・イネスらとともに、江戸川乱歩により、イギリス新本格派とよばれた。

## 評価
- レイモンド・チャンドラーはジェイムズ・サンドー（「ニューヨーク・ヘラルド・トリビューン」の推理小説批評家。コロラド大学人文学ならびに書誌学助教授）へ宛てた1950年12月7日の手紙で以下のように書いている。[2]

いま、セシル・デイ・ルイスがニコラス・ブレイクの筆名で書いた「野獣死すべし」”The Beast Must Die”という本を読んでいたところです。私は、妻をつれ歩いている素人探偵ナイジェル・ストレンジウェイズの登場が物語にあたえるさむざむとした感じにまたかと思わされました。がっかりさせられたと言ってもいいでしょう。――この妻は世界三大先駆女性の一人で、ナイオ・マーシュのロデリック・アルインの妻の女流画家とおなじく、類のない、そして私にいわせればまったく愚かしい人間に属するのです。そこまでは物語がすこぶる興味があり、ひじょうによく書けているのですが、素人探偵はいただけません。

## 著作一覧
『』は主な邦題

### 詩集・自伝
- 1925年 Beechen Vigil
  - 『詩をよむ若き人々のために』 深瀬基寛訳、筑摩書房 1955、筑摩叢書 1978、ちくま文庫 1994
- 1960年 The Buried Day
  - 『自伝 埋もれた時代　若き詩人の自画像』 土屋哲訳、南雲堂 1962 新版1972

### 児童向け小説
- 1936年 The Friendly Tree『丘の上のカシの木』 栗原行雄訳、晶文社 1975、のち新版
- 1948年 The Otterbury Incident『オタバリの少年探偵たち』 
  - 瀬田貞二訳、岩波書店 1957／脇明子訳、岩波少年文庫 2008 - 児童向け冒険ミステリ。

### ニコラス・ブレイク名義の長編推理小説
-NS-は私立探偵ナイジェル・ストレンジウェイズもの。
特に記載のないものはハヤカワ・ポケット・ミステリで刊行。一部はハヤカワミステリ文庫で再刊
- 1935年 『証拠の問題』A Question Of Proof　小倉多加志訳 早川書房 1962　-NS-
- 1936年 『死の殻』 Thou Shell of Death　大山誠一郎訳 創元推理文庫 2001　-NS-
『クリスマス殺人事件』内田庶訳 国土社（少年SF・ミステリー文庫） 1983、新版1995 児童向け
- 1937年 『ビール工場殺人事件』 There's Trouble Brewing（「別冊宝石」に掲載）-NS-
- 1938年 『野獣死すべし』 The Beast Must Die-NS-
  - 黒沼健訳 早川書房 1954
  - 永井淳訳 世界ミステリ全集 8 早川書房 1973、ハヤカワ・ミステリ文庫 改版2015
- 1939年 『短刀を忍ばせ微笑む者』The Smiler with the Knife 井伊順彦訳 論創社（論創海外ミステリ）2013　-NS-
- 1940年 『ワンダーランドの悪意』 Malice in Wonderland 白須清美訳（論創海外ミステリ）2011　-NS-
- 1941年 『雪だるまの殺人』 The Case of Abominable Snowman 斎藤数衛訳 早川書房 1961 -NS-
- 1947年 『殺しにいたるメモ』Minute For Murder 森英俊訳 原書房 1998　-NS-
- 1949年 『旅人の首』Head Of A Traveller 小倉多加志訳 早川書房 1960 　-NS-
- 1953年 『呪われた穴』 The Dreadful Hollow 早川節夫訳 早川書房 1955 -NS-
- 1954年 『闇のささやき』 The Whisper In The Gloom　村崎敏郎訳 早川書房 1960 -NS-
- 1956年 『くもの巣』 A Tangled Web 加納秀夫訳 早川書房 1958
- 1957年 『章の終り』 End of Chapter　小笠原豊樹訳 早川書房 1958　のち文庫　-NS-
- 1958年 『血ぬられた報酬』 A Penknife 小倉多加志訳 早川書房 1960　のち文庫
- 1959年 『メリー・ウィドウの航海』The Widow's Cruise 中村能三訳 早川書房 1960　のち文庫　-NS-
- 1961年 『死のとがめ』The Worm of Death 加島祥造訳 早川書房 1963 -NS-
- 1958年 『死のジョーカー』 The Deadly Joker 小倉多加志訳 早川書房 1964
- 1957年 『悪の断面』The Sad Variety　小倉多加志訳 早川書房 1965　のち文庫　-NS-
- 1966年 『死の翌朝』The Morning After Death 熊木信太郎訳（論創海外ミステリ）2014　-NS-
- 1968年 『秘められた傷』 The Private Wound 小倉多加志訳 早川書房 1971

### ニコラス・ブレイク名義の短編推理小説
- 1935年 「暗殺者クラブ」The Assasins' Club　-NS-
- 1938年 「舗道で拾ったオレンジ」Mr. Prendergast and the Orange　-NS-
- 1944年 「まぐれ当り」Long Shot　-NS-
- 1949年 「白色の研究」A Study in White